# Рихард фон Зайн-Витгенщайн-Берлебург (1882-1925)
Рихард Херман Густав фон Зайн-Витгенщайн-Берлебург (на немски: Richard Hermann Gustav 4.Fürst zu Sayn-Wittgenstein-Berleburg; * 27 май 1882, дворец Берлебург; † 25 април 1925, близо до Ханау) е 4. княз на Княжеството Сайн-Витгенщайн-Берлебург, племенен господар в Кралство Прусия и шеф на фамилията Зайн-Витгенщайн-Берлебург.

## Биография
Той е големият син на принц Густав фон Зайн-Витгенщайн-Берлебург (1837 – 1889) и съпругата му фрайин Мари Вилхелмина Феличе Лудовика фон Геминген-Хорнберг (1855 – 1946), дъщеря на фрайхер Херман Фердинанд Фридрих Август фон Геминген-Хорнберг (1820 – 1891) и фрайин Паулина Филипина Максимилиана фон Елрихсхаузен (1825 – 1865).
Рихард е на шест години, когато баща му умира. Майка му с трите деца отива в Щутгарт. След гимназията той става лейтенант във Вюртемберг и участва от самото начало до края на Първата световна война. Рихард наследява през 1904 г. титлата 4. княз на Зайн-Витгенщайн-Берлебург и племенен господар от бездетния си чичо Албрехт (1834 – 1904). Той прави поправки на двореца Берлебург.
Рихард фон Зайн-Витгенщайн-Берлебург е убит на 42 години на 25 април 1925 г. при автомобилна катастрофа близо до Ханау, когато с жена му, най-малкия син, и шофьора (също убит), се връща от погребението на тъста му. Погребан е на 26 април 1925 г. Наследен е от синът му Густав Албрехт.

## Фамилия
Рихард Херман Густав фон Зайн-Витгенщайн-Берлебург се жени на 21 ноември 1905 г. в двореца Лангенцел за принцеса Маделайна фон Льовенщайн-Вертхайм-Фройденберг (* 8 март 1885, Лангенцел; † 30 януари 1976, Гармиш-Партенкирхен), дъщеря на принц Алфред фон Льовенщайн-Вертхайм-Фройденберг (1855 – 1925) и графиня Паулина фон Райхенбах-Лесониц (1858 – 1927). Те имат трима сина:
- Густав Албрехт Алфред Франц Фридрих Ото Емил Ернст (* 28 февруари 1907, Берлебург; † изчезнал в Русия 1944, обявен за мъртъв на 29 ноември 1969), 5. княз на Зайн-Витгенщайн-Берлебург, женен на 26 януари 1934 г. в Швеция за Маргерита Фушé д'Отранте (1909 – 2005); има 5 деца[3]
- Кристиан Хайнрих Волфганг Амелунг Карл Фридрих Бено (* 20 септември 1908, Берлебург; † 17 август 1983, Шварценау при Бад Берлебург), осиновен 1927 г. от княз Август фон Зайн-Витгенщайн-Хоенщайн (1868 – 1948), става 1948 г. 5. княз на Зайн-Витгенщайн-Хоенщайн, женен I. на 28 март 1945 г. в Берлебург (развод 1951) за графиня Беатрикс фон Бисмарк-Шьонхаузен (1921 – 2006), II. на 4 ноември 1960 г. в Шварценау за принцеса Дагмар фон Зайн-Витгенщайн-Хоенщайн (1919 – 2002); има общо пет деца[4]
- Лудвиг Фердинанд Паул Франц Станислаус Улрих Ото Лудолф (* 4 април 1910, Берлебург; † 22 ноември 1943, убит в битка в Русия), женен на 5 август 1935 г. във Фарлар за принцеса Фридерика Юлиана фон Залм-Хорстмар (1912 – 2000); има 5 деца